# Eduard Bello
Eduard Alexander Bello Gil (Cúa, 19 de março de 1995) é um futebolista venezuelano que atua como meia. Atualmente joga no Antofagasta.

## Carreira profissional
Bello começou a jogar futebol aos 4 anos de idade e aos 14 anos ingressou na academia de Yaracuyanos com quem fez sua estreia no futebol. Ele se mudou para Carabobo após sua temporada de estréia, estabelecendo-se como regular no primeiro time. Em 12 de janeiro de 2018, Bello mudou-se para Antofagasta após uma temporada de sucesso com o Carabobo FC em 2017, onde foi considerado um dos melhores jogadores da liga. Bello fez sua estreia profissional por Antofagasta em um empate de 1-1 da Primeira Divisão Chilena com Unión Española em 13 de fevereiro de 2018.

## Carreira na seleção nacional
Bello fez sua estreia internacional para o time nacional de futebol da Venezuela em uma vitória amistosa por 2 a 0 sobre o Panamá em 11 de setembro de 2018.

## Vida pessoal
No domingo do dia 28 de outubro de 2018, o jogador pediu a noiva Gabriela em casamento após marcar um gol contra o Everton. Ela aceitou o pedido, mas o jogador quebrou a fíbula da perna direita durante a partida é previsto que só volte a jogar em 2019.

## Clubes
| Clube                | País      | Ano                | Partidas | Gols |
| -------------------- | --------- | ------------------ | -------- | ---- |
| Yaracuyanos FC       | Venezuela | 2013 - 2014        | 20       | 1    |
| Carabobo FC          | Venezuela | 2014 - 2017        | 78       | 19   |
| Deportes Antofagasta | Chile     | 2018 - Actualidade | 21       | 13   |